# Островка (Николаевская область)
Островка (укр. Острівка) — село в Очаковском районе Николаевской области Украины.
Население по переписи 2001 года составляло 273 человек. Почтовый индекс — 57546. Телефонный код — 5154. Занимает площадь 0,42 км².

## История
В 1946 году указом ПВС УССР хутор Марицыно переименован в Островку.

## Местный совет
57546, Николаевская обл., Очаковский р-н, с. Матросовка, ул. Николаевская